# Целемантія
Целемантія (або Келемантія ; сучасна назва місця — Leányvár ) — римський замок і поселення на території сучасного муніципалітету Іжа ( гунн. Izsa ),знаходиться близько 4 км на схід від Комарно в Словаччині . Це найбільший відомий римський замок на території сучасної Словаччини. Він був частиною римського лімеса, прикордонної зони імперії.
Німецьке поселення «Целемантія» в цій місцевості згадується Клавдієм Птолемеєм у 2 столітті нашої ери. Воно може бути ідентичним залишкам цивільного поселення, знайденим поряд із кастеллом, іншим невідомим поселенням, або, як припускають деякі історики, це назва як кастеллуму(фортеці або вежі), так і залишків цивільного поселення.
Будівництво кастеллуму почалося у 2-й половині І ст. Він був завойований під час Маркоманських воєн (166-180) і спалений германськими племенами, а пізніше відновлений. Він припинив своє існування близько 400 року (початок періоду переселення народів ). Руїни були добре помітні до кінця 18 століття, але потім люди почали використовували каміння із залишків вежі для будівництва  інших будівель у Комарно .
За місцевою легендою, римський воїн Валентин тримав у фортеці своїх коханок. Вигадана історія пояснює походження назви Leányvár, що угорською означає «Замок дівчини». Однак назва, ймовірно, пов’язана з тим, що руїни замку були подаровані королем Угорщини Белою IV домініканським черницям з Маргітцігету, які пізніше побудували серед них невелику фортецю.
У липні 2021 року Селемантія була додана до списку Всесвітньої спадщини ЮНЕСКО як частина західного сегмента Дунайського Лимеса Римської імперії . 